# Münchenbernsdorf
Münchenbernsdorf is een stad in de Duitse deelstaat Thüringen, gelegen in de Landkreis Greiz. Münchenbernsdorf is het bestuurlijke centrum van de Verwaltungsgemeinschaft Münchenbernsdorf, een gemeentelijk samenwerkingsverband van acht gemeenten in Thüringen.
De stad telt 2.929 inwoners.